# Pírcing superficial

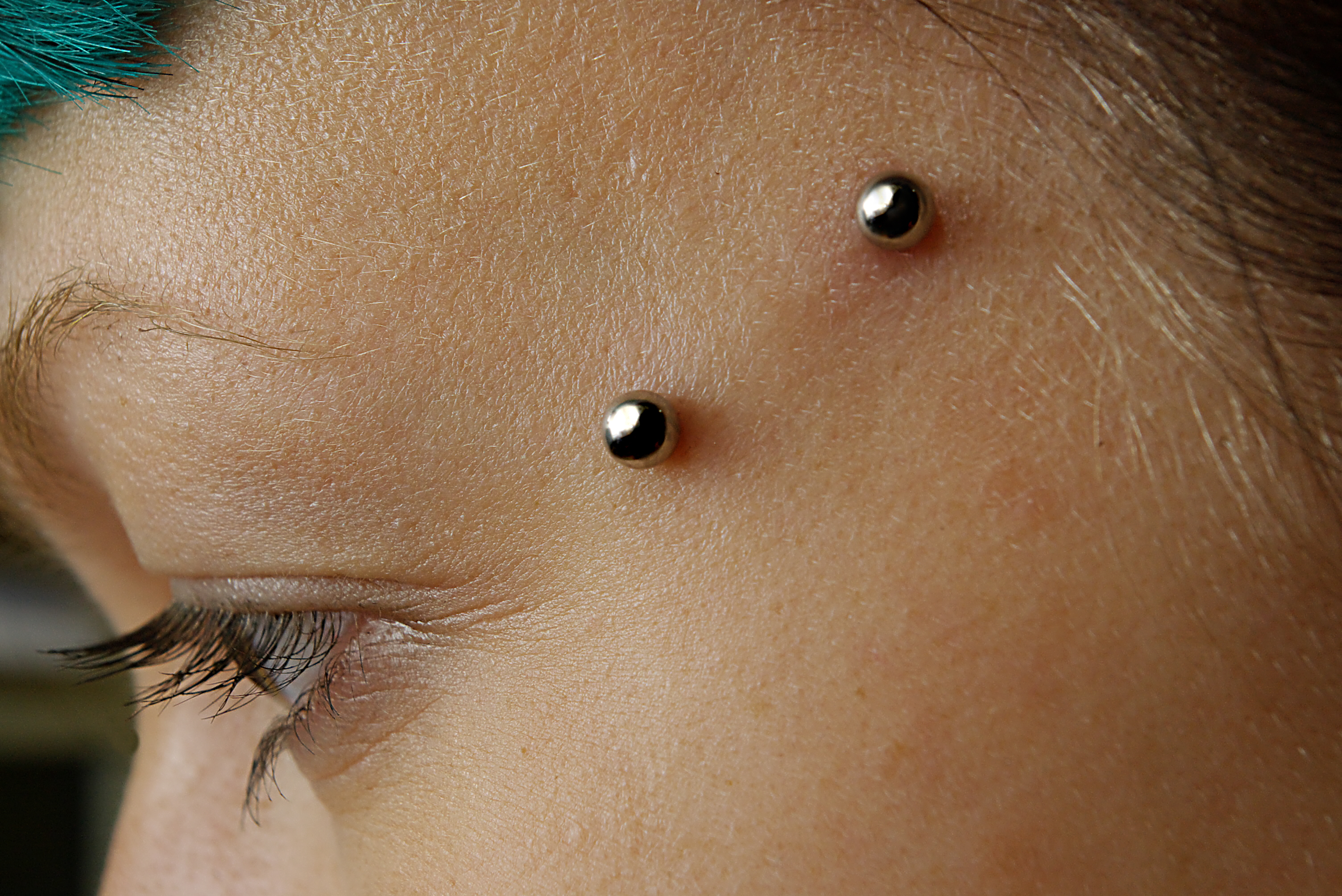
Un pírcing anti-cella és un exemple de pírcing superficial

Un pírcing superficial (en anglès: surface pírcing) és un tipus de modificació corporal que consisteix a inserir joieria en zones que no són còncaves o convexes. En aquest cas, la perforació no és tan profunda i penetra només una part mínima de la superfície de la pell. Generalment es realitzen dues perforacions. Les raons per a aquesta pràctica obeeixen a temes culturals o estètics.
De vegades els pírcings superficials són difícils de curar, ja que el cos rebutja els objectes inserits. Un bon procediment i una joia adequada, per exemple un pírcing de titani de grau implant, pot evitar inconvenients. La pràctica implica riscos, però si es realitza un bon procediment, la ferida pot curar entre 2 i 3 setmanes, en cas contrari, podria estendre per diversos anys i de manera indefinida. Un altre risc és que la pell quedi amb cicatrius després de la remoció.

## Tipus de pírcings superficials
Existeixen diverses parts del cos on es pot realitzar algun tipus de pírcing superficial. Algunes poden ser més doloroses que d'altres, però en general, se sol fer amb fins merament estètics. Entre els més populars hi ha el pírcing a la cella i el pírcing al pont nasal. El pírcing a la mà és un dels menys coneguts i es fa comunament entre el dit índex i el dit polze.

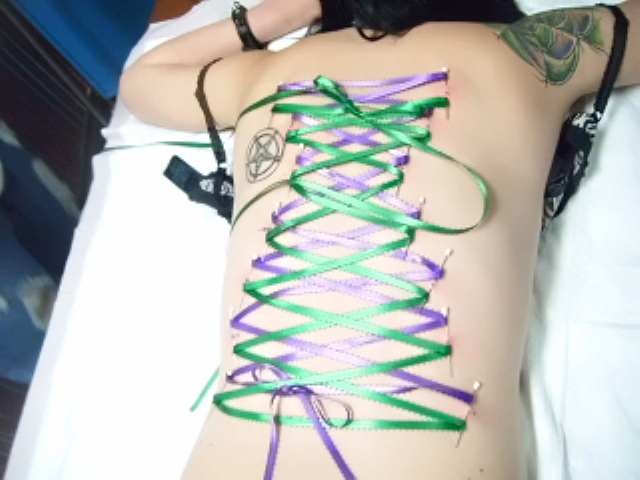
Pírcing corset: aquells que es realitzen a la columna vertebral
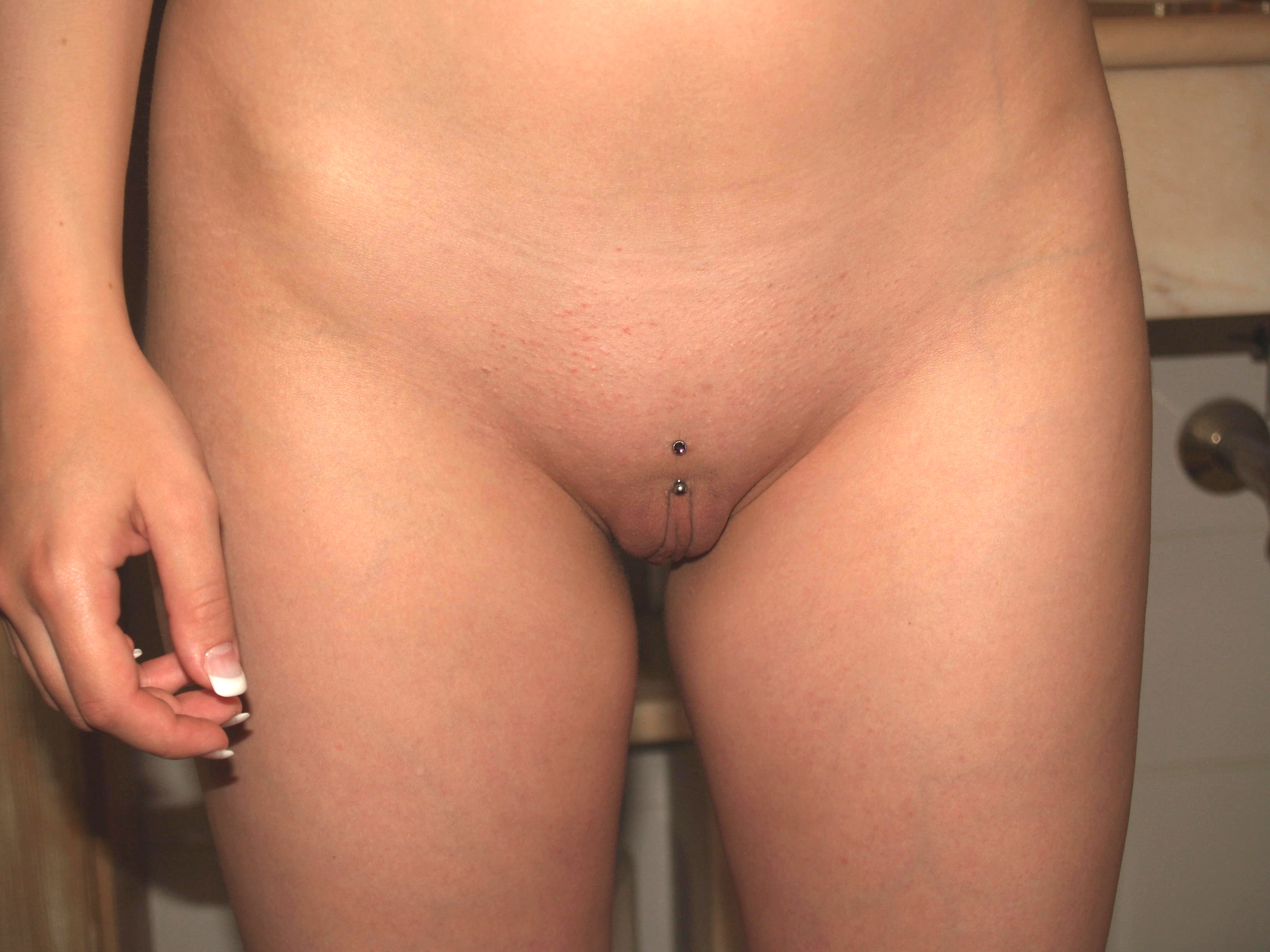
Pírcing Christina: la perforació es fa als llavis majors de la dona
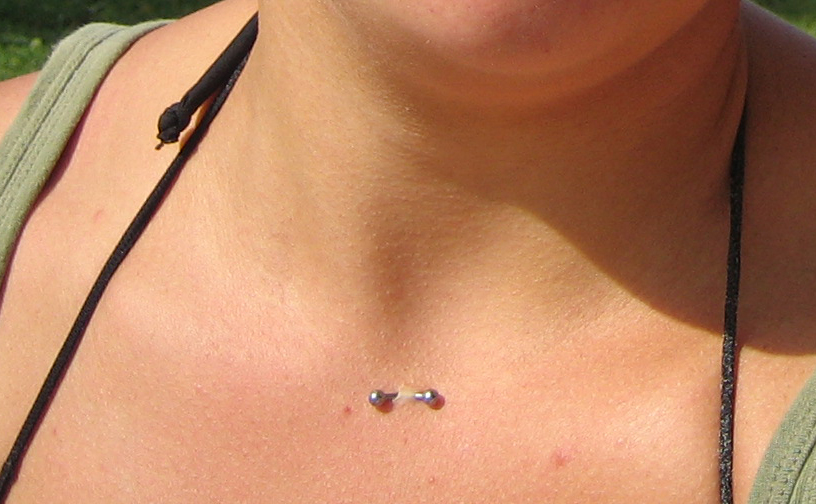
Pírcing Madison: es una perforació que es realitza en la part frontal del coll
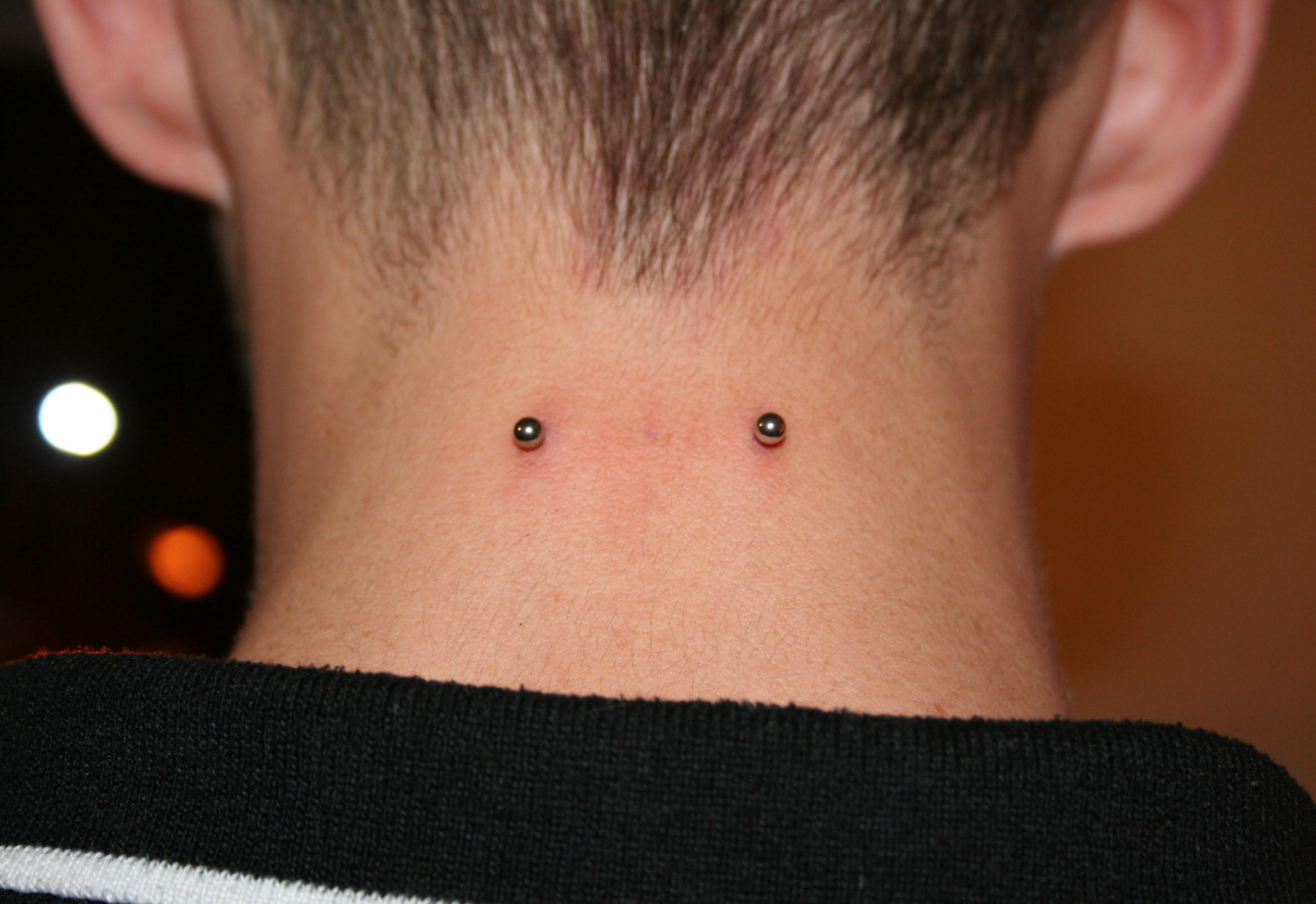
Pírcing al clatell: aquell que es realitza al clatell
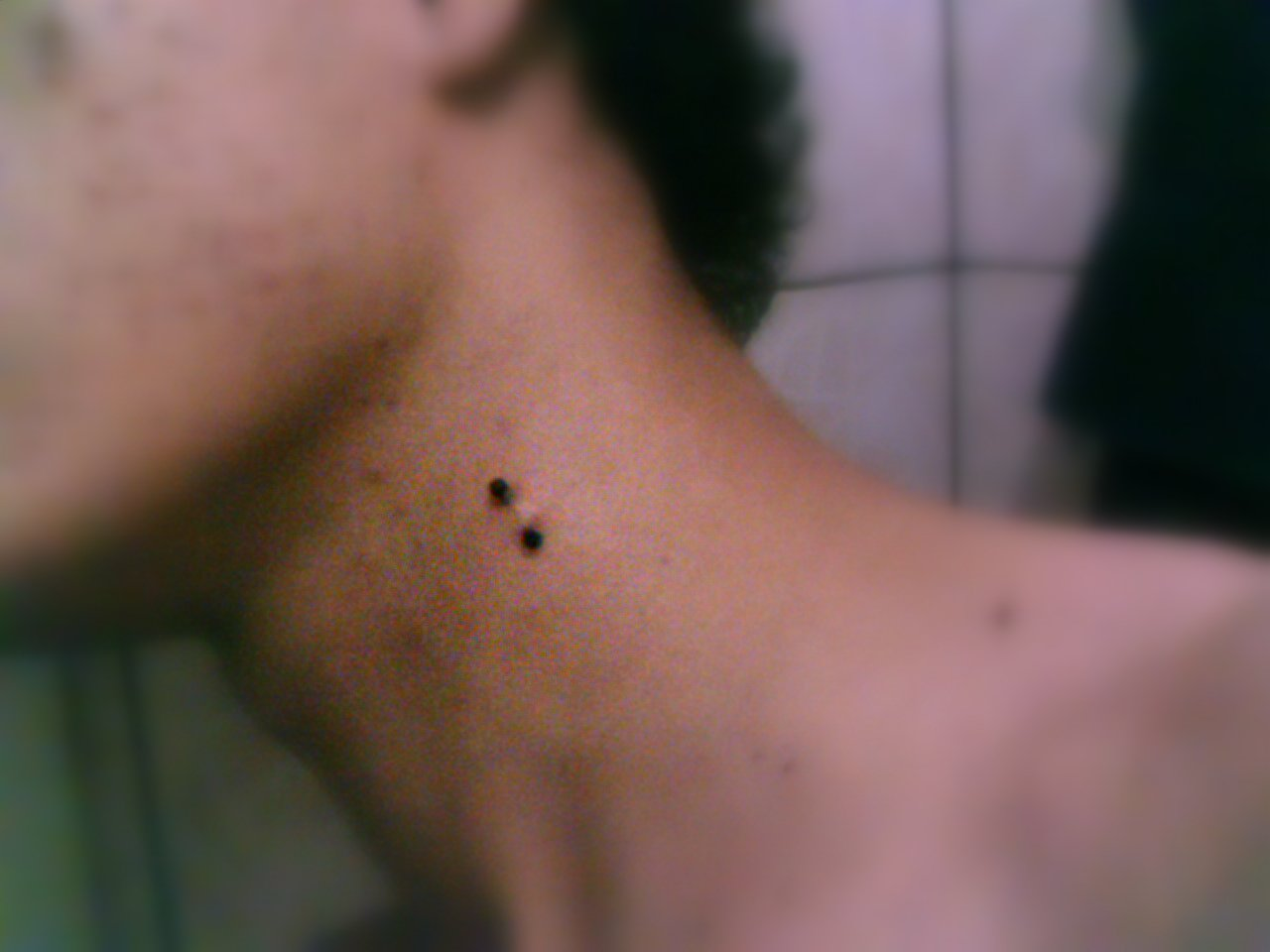
Pírcing al coll: la perforació es fa a la part lateral del coll
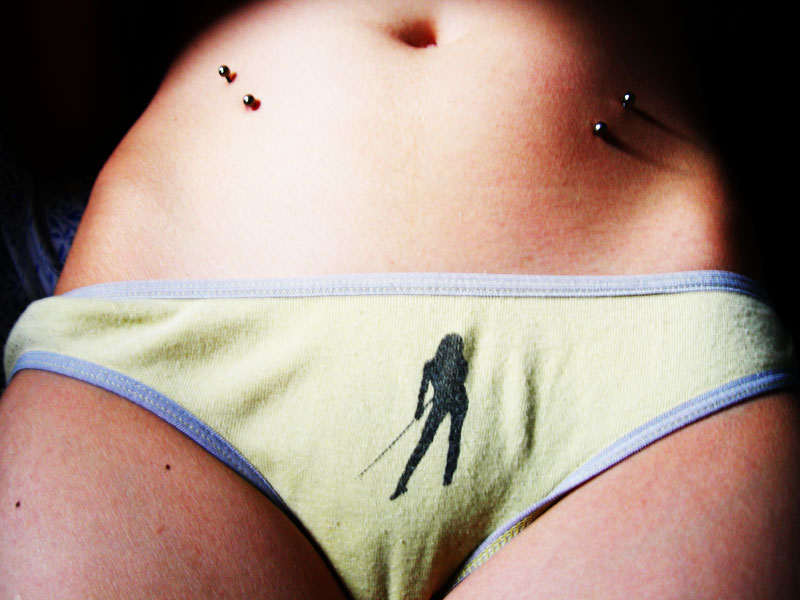
Pírcing al maluc: és una incisió que es fa al maluc, molt a prop de la zona pelviana
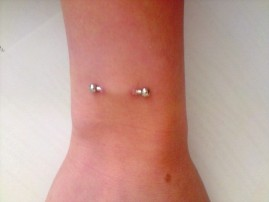
Pírcing al canell: la perforació es realitza al canell
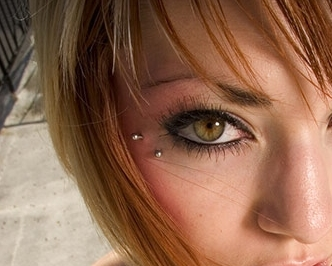
Pírcing anti-cella: la perforació es fa per sobre de l'os de la galta o per sota de la cella
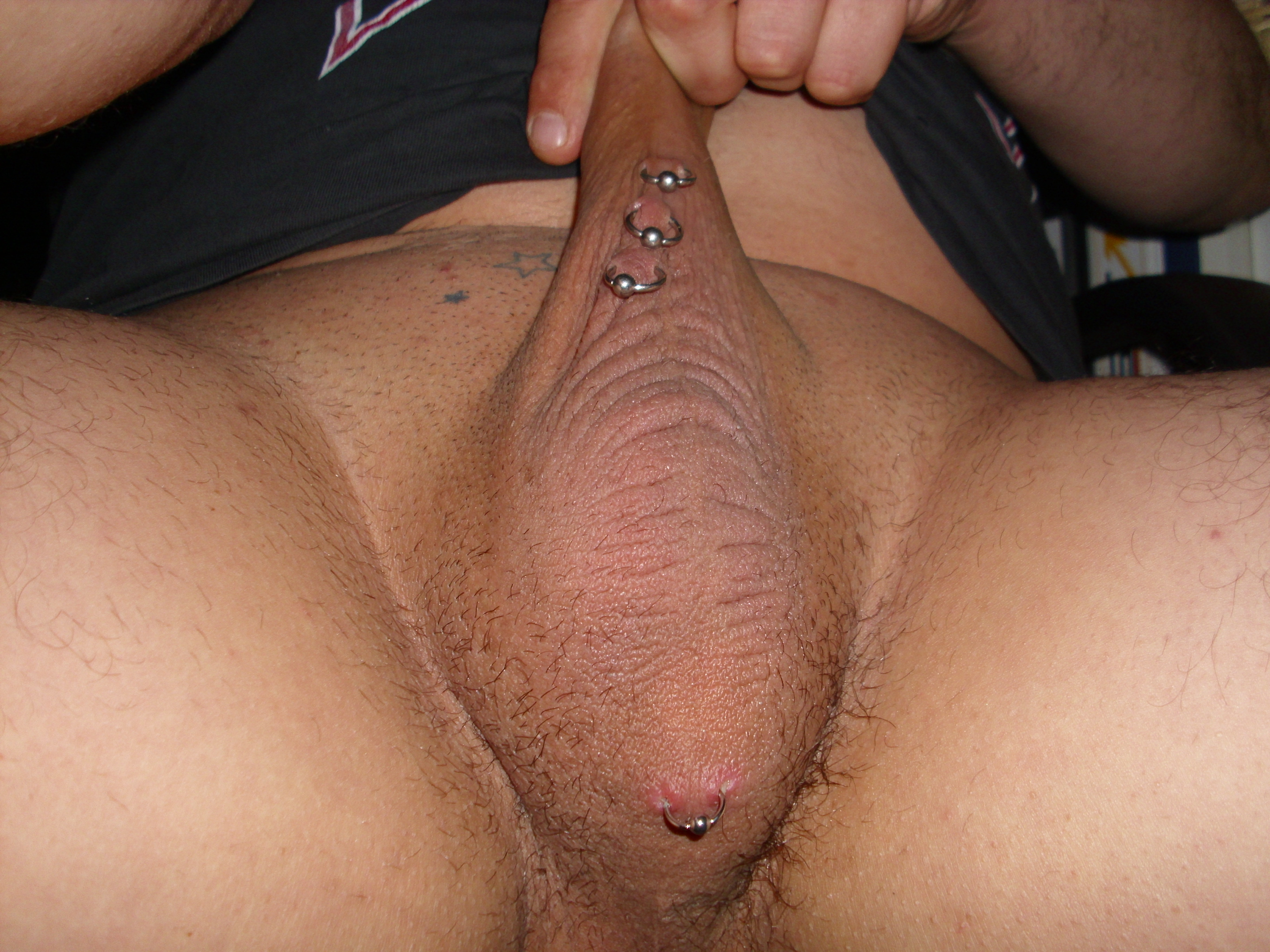
Pírcing Hafada: la perforació es realitza a la part de l'escrot
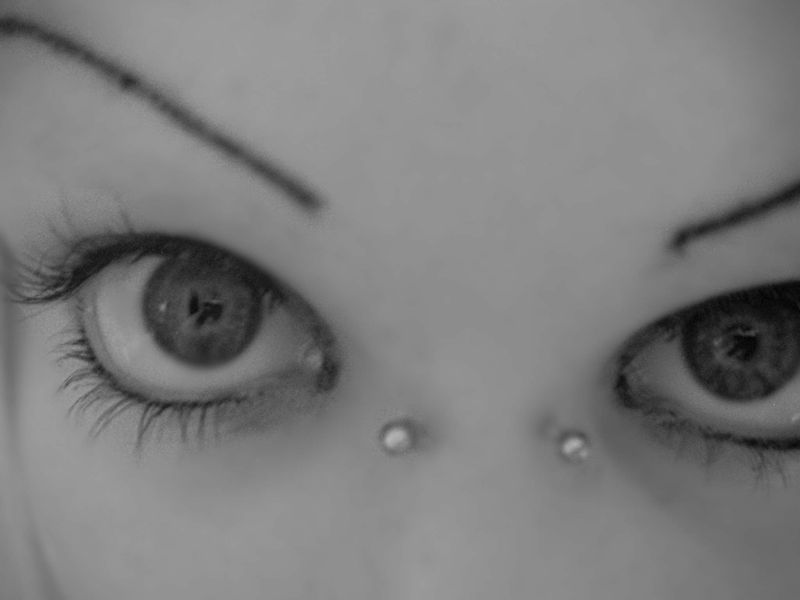
Pírcing nasal: la perforació es fa a la part superior del nas
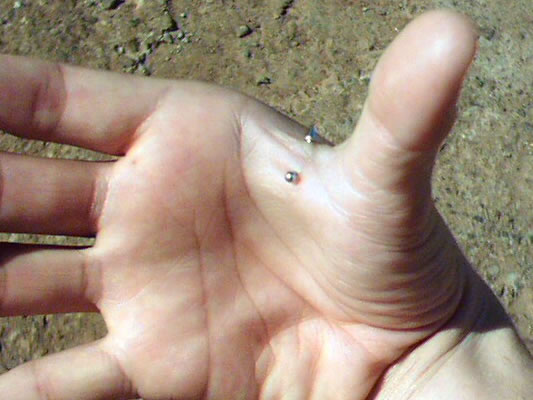
Pírcing a la mà: se sol fer entre el dit índex i el polze
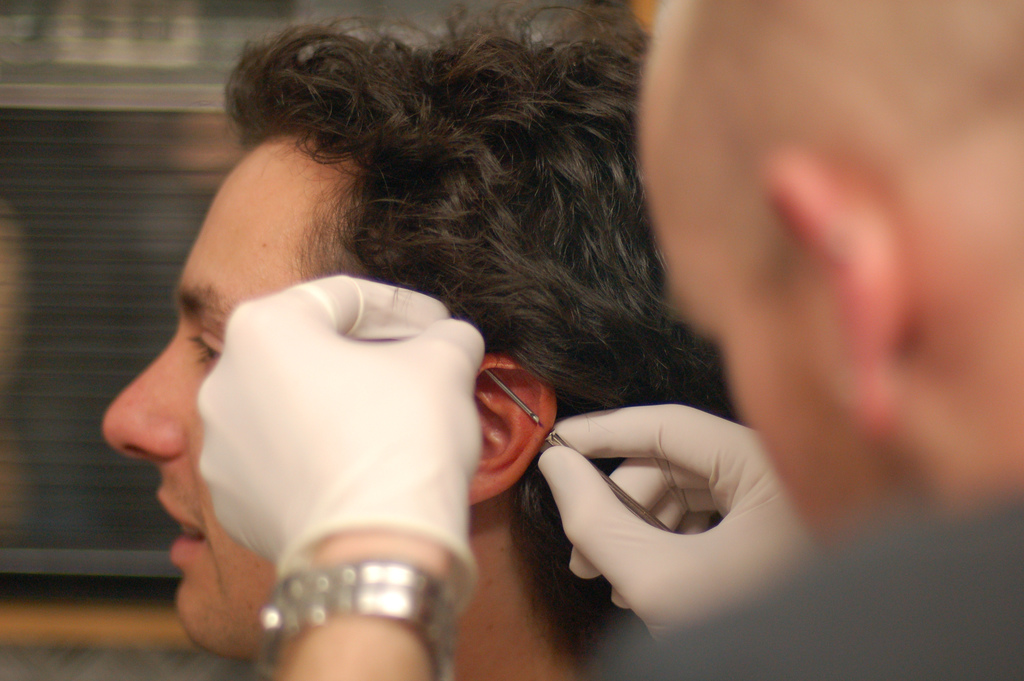
Pírcing industrial: es fa una doble perforació del cartílag superior de l'orella

## Joieria

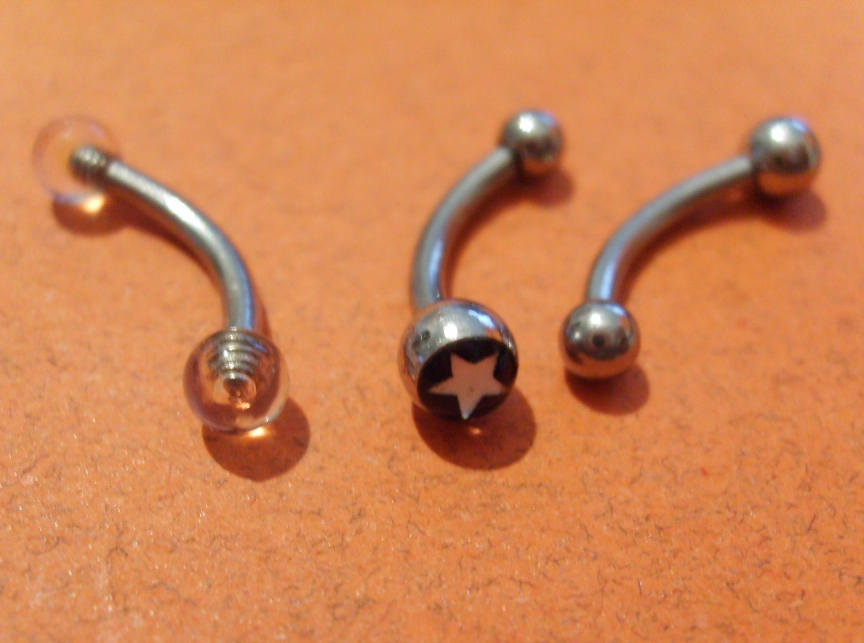
Barbells corbats

Existeix una joieria per a pírcings superficials, l'anomenat barbell de superfie (barra de superfície), que té un parell de corbes de 90 graus en la mateixa direcció (similar a una grapa) i, per tant, redueixen la tensió. L'extrem d'aquest barbell és visible, i generalment es reemplaça per joies més curtes per motius estètics. Sovint s'utilitzen barbells corbats però no són adequats, ja que les boles cargolades deixen punts de pressió al teixit en els extrems, fent que la perforació creixi.
A més dels barbells de superfície, també es fan servir joies flexibles de tefló. L'agulla recta real d'aquest material s'adapta a la curvatura del canal de la perforació, però exerceix una pressió permanent pel desig de tornar a la forma original. Alternativament, es pot utilitzar un plàstic termoconformat o un barbell de superfície de tefló, que, tanmateix, només estan disponibles poques vegades.

## Riscos
Les persones que se sotmeten a aquest tipus de modificacions no estan exemptes de patir riscos. Els objectes inserits poden patir rebutjos i, en alguns casos, la persona pot presentar irritacions i altres problemes relacionats amb el flux sanguini.
És molt important per a un pírcing superficial que la profunditat del canal de la perforació sota la pell sigui la correcta. Si el barbell de superfície no s'insereix prou, la joia queda massa solta. Si els extrems surten massa fora del canal de la perforació, la joia s'inclina cap als costats i irrita permanentment el teixit circumdant. Si, d'altra banda, està massa baix, les boles dels extrems de la joia pressionen contra la pell, la qual cosa pot provocar enrogiment i inflamació.